# شهرستان لارجیون شربروکوایز
شهرستان لارجیون شربروکوایز (به انگلیسی: La Région-Sherbrookoise Regional County Municipality) یک منطقهٔ مسکونی در کانادا است که در استری، کبک واقع شده‌است. شهرستان لارجیون شربروکوایز ۴۲۹ کیلومتر مربع مساحت و ۱۴۱٬۲۱۲ نفر جمعیت دارد.